# Hassprediger
Als Hassprediger (zusammengesetzt aus Hass und Prediger) werden vor allem Geistliche und seltener Politiker bezeichnet, die zu Feindschaft und Hass aufstacheln oder direkt zu Gewalttaten aufrufen und dabei in ihren Reden oder Schriften aufwiegelnde und hetzerische Rhetorik verwenden. Der Ausdruck wurde vom Duden 2006 aufgenommen und kann als politischer Kampfbegriff verwendet und empfunden werden. Er wurde Gegenstand verschiedener juristischer Auseinandersetzungen.

## Begriffsgeschichte und -verwendung
Nachdem der Begriff seit Ende des 19. Jahrhunderts sporadisch in verschiedenen Zusammenhängen Verwendung gefunden hatte, etwa in der Folge des sogenannten Kulturkampfes und durch den Philosophen Karl Christian Friedrich Krause, der Krieg- und Hassprediger als „Heerde der Ansteckungen“ sah, wurde er im späten 20. Jahrhundert auch im Kontext als fanatisch wahrgenommener Vertreter des politischen Islam benutzt, beispielsweise in einem Leserbrief von 1979 über Ajatollah Chomeini.
Seitdem steigerte sich die Häufigkeit der Verwendung im Jahre 2004, insbesondere im Zusammenhang mit der Diskussion um das Zuwanderungsgesetz, der Debatte um Ausweisungsmöglichkeiten im Rahmen des Aufenthaltsgesetzes für Ausländer insbesondere des islamistischen Umfelds, denen als sogenannte Gefährder Angriffe auf die freiheitliche demokratische Grundordnung Deutschlands vorgeworfen werden, und den medienwirksamen Fällen des Imams Metin Kaplan aus Köln und des Predigers der Mevlana-Moschee in Berlin in der sogenannten „Hassprediger-Affäre“.
Der Kabarettist Dieter Nuhr unterlag im Mai 2015 in einem Gerichtsverfahren, mit dem er erreichen wollte, von Erhat Toka nicht als Hassprediger bezeichnet zu werden.
Der Begriff wurde ebenso in Bezug auf Vertreter einiger christlicher Konfessionen benutzt. Im Spiegel erfolgte die erste Begriffsverwendung dieser Art 1994 in einem Artikel über fundamentalistische Christen in den Vereinigten Staaten. Dort wurde der Abtreibungsgegner und Prediger John Burt von Matthias Matussek als „Prediger des Hasses“ bezeichnet. Das gleiche Magazin bezeichnete 2011 Terry Jones als Hassprediger, der durch seinen Aufruf zu Koranverbrennungen erhebliche Kontroversen auslöste. Spiegel Online bezeichnete im Oktober 2012 Autoren der katholisch-traditionalistischen und rechtsextremen Website kreuz.net als Hassprediger. Im März 2014 wurde Fred Phelps, der Gründer der Westboro Baptist Church, in der taz so genannt.
Die Verwendung des Begriffs war in Deutschland Gegenstand verschiedener Rechtsstreitigkeiten zwischen dem Kölner Erzbischof Joachim Kardinal Meisner und dem Kölner Kabarettisten Jürgen Becker sowie dem Kölner Bundestagsabgeordneten Volker Beck (Bündnis 90/Die Grünen). Meisner hatte gegen die Anwendung des Begriffs auf ihn geklagt. Becker akzeptierte eine einstweilige Verfügung des Landgerichts Köln, die ihm die Verwendung des Begriffs untersagte, während der Streit mit Beck in einer außergerichtlichen Einigung der beiden Parteien endete.
Der Duden hat das Wort erstmals 2006 in die 24. Auflage des Bandes Die deutsche Rechtschreibung aufgenommen und definiert den Hassprediger als jemanden, „der in seiner Funktion als Prediger zu Hass und Gewalt aufruft“. Seitdem wird der Begriff häufig in der politischen und medialen Auseinandersetzung mit Geistlichen oder Anführern verschiedener Religionsgemeinschaften verwendet, oftmals im Zusammenhang mit dem Vorwurf des religiösen Fundamentalismus, prototypisch bezogen auf den Islam.
Einige Regelungen des durch Artikel 1 des Zuwanderungsgesetzes vom 30. Juli 2004 neu eingeführten und am 1. Januar 2005 in Kraft getretenen Aufenthaltsgesetzes entstanden auf Basis der politischen Diskussion über die „Hassprediger-Affäre“ und den Umgang mit Hasspredigern im islamischen Umfeld. §§ 54 und 55 AufenthG a. F. ermöglichten es, Ausländer auszuweisen, die eine den Terrorismus unterstützende Vereinigung unterstützten oder ihr angehörten oder die zu Hass und Gewalt gegen Teile der Bevölkerung aufriefen. Die Ausweisung von offen zu Hass und Gewalt aufrufenden Ausländern wurde durch eine Ermessungsausweisung (§ 55 AufenthG a. F.) nach Ermessen der Ausländerbehörde ermöglicht. Diese Bestimmungen wurden zum 1. Januar 2016 in eine Abwägung von Ausweisungs- und Bleibeinteressen nach § 53, § 54 und § 55 AufenthG umgewandelt (siehe hierzu: Rechtslage zur Ausweisung seit 1. Januar 2016). Gegenüber Hasspredigern können zudem Regelungen zum Tragen kommen, die zum Umgang mit sogenannten „Gefährdern“ getroffen wurden.